# Boris Strohsack
Boris Strohsack, slovenski sodnik, * 1929, † 1997.

## Odlikovanja in nagrade
Leta 1995 je prejel srebrni častni znak svobode Republike Slovenije z naslednjo utemeljitvijo: »za delo in zasluge na področju slovenskega pravosodja in pravne znanosti«.